# Compagnie industrielle et commerciale du cycle et de l'automobile
La Compagnie française des cycles automobiles devenue la Compagnie industrielle et commerciale du cycle et de l’automobile (CICCA) est un ancien constructeur automobile français qui se spécialisa surtout dans l'équipement.

## Histoire

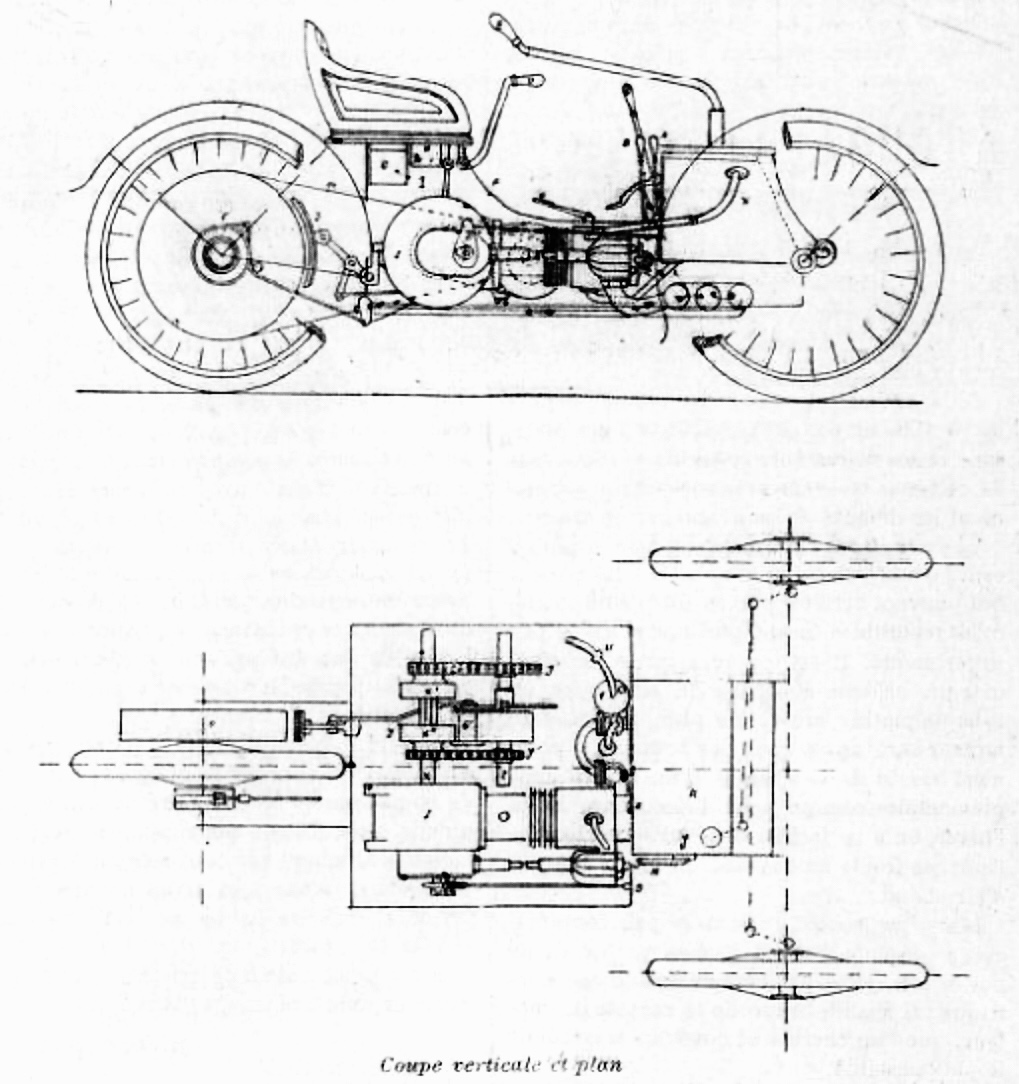
Compagnie Française des Cycles et Automobiles, Tricycle « Automotette » (1898) construction

La société à pour origine la Compagnie française des cycles automobiles créé à Paris en 1898 avec la production d'un modèle appelé l'« Automotette », une voiturette proche du modèle développée par les Automobiles Léon Bollée. 
Elle semble avoir été établie dans l'ancien département de la Seine (Île-de-France). 
Elle fit de la publicité (affiches entre autres de Fernand Fernel).
Sur un klaxon à galet, plus ancien, daté de 1910-1920, est indiquée l'adresse « 114, Champs-Élysées à Paris ».
Il est ensuite fait mention de la Compagnie industrielle et commerciale du cycle et de l’automobile dans les archives de la Banque nationale de Crédit (BNC) concernant ce département avec la mention « 1921-1932 ».
Cette entreprise a fourni à partir de 1935 des avertisseurs à deux tons à la Société Nationale des Chemins de fer Vicinaux (SNCV). Cependant, comme sa raison sociale l'indique, la production de cette firme était plutôt destinée à l'automobile et à la moto comme en témoigne une affiche publicitaire de 1935 . Cette même affiche indique l'adresse « 93 Avenue de Neuilly à Neuilly sur Seine » qui pourrait être celle d'un revendeur et des adresses à Bruxelles, Prague et Bâle qui pourraient être celles des importateurs. 
Sur un klaxon électrique du modèle « Tenor » est indiquée l'adresse « 135 Rue de Noisy-le-Sec à Les Lilas » dans le département de la Seine-Saint-Denis, peut-être celle du siège social.